# Eriocaulon griseum
Eriocaulon griseum är en gräsväxtart som beskrevs av Friedrich August Körnicke. Eriocaulon griseum ingår i släktet Eriocaulon och familjen Eriocaulaceae. Inga underarter finns listade i Catalogue of Life.